# Karina Acostaová
Karina Paloma Acostaová Ávilaová (* 7. listopadu 1986 Torreón) je bývalá mexická zápasnice – judistka.

## Sportovní kariéra
S judem začala v 5 letech v rodném Torreónu pod vedením Samuela Contrerase. Vrcholově se připravovala v Ciudad de México ve sportovním tréninkovém centru CONADE. V mexické ženské reprezentaci se pohybovala od roku 2005 v polostřední váze do 63 kg. V roce 2008 se na olympijské hry v Pekingu nekvalifikovala. Sportovní kariéru ukončila v roce 2012, po druhé nevydařené olympijské kvalifikaci.

## Výsledky
| Turnaj                  | 2004             | 2005             | 2006             | 2007             | 2008             | 2009             | 2010             | 2011             |
| Turnaj                  | 18               | 19               | 20               | 21               | 22               | 23               | 24               | 25               |
| Turnaj                  | polostřední váha | polostřední váha | polostřední váha | polostřední váha | polostřední váha | polostřední váha | polostřední váha | polostřední váha |
| ----------------------- | ---------------- | ---------------- | ---------------- | ---------------- | ---------------- | ---------------- | ---------------- | ---------------- |
| Olympijské hry          | —                |                  |                  |                  | —                |                  |                  |                  |
| Mistrovství světa       |                  | —                |                  | —                |                  | úč.              | —                | úč.              |
| Panamerické hry         |                  |                  |                  | —                |                  |                  |                  | 2.               |
| Panamerické mistrovství | —                | úč.              | —                | —                | 7.               | 3.               | 5.               | 7.               |
| Středoamerické a k. hry |                  |                  | —                |                  |                  |                  | 3.               |                  |
| MS juniorů              | úč.              |                  |                  |                  |                  |                  |                  |                  |